# SOSUS

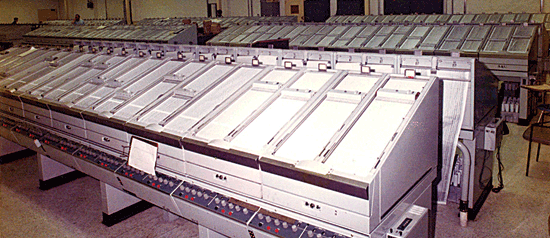
Батареї самописців на однієї зі станцій стеження SOSUS

SOSUS (скорочення від англ. SOund SUrveillance System, дослівно «система звукового спостереження») — американська мережа підводних акустичних детекторів (гідрофонів чи пасивних сонарів) для реєстрації переміщень підводних човнів. Початково система використовувалася військово-морським флотом США для слідкування за радянськими підводними човнами Північного флоту, які мали проходити атлантичними протоками між Гренландією, Ісландією і Великою Британією (так званий «прохід GIUK»), щоб дістатися зі своїх баз на Кольському півострові до оперативного простору всередині трансатлантичних комунікацій країн НАТО. Пізніше подібні системи були встановлені на материковому шельфі на обох узбережжях США, а також довкола Алеутських островів. Менші системи обмеженого радіуса дії розгорталися в деяких інших місцях Атлантичного (зокрема, біля Азорських островів) і Тихого океанів.

## Технічний устрій
Система складалася з наборів змонтованих на дні океану пасивних акустичних детекторів — гідрофонів, які з’єднувалися підводними кабелями з береговими станціями, де їх персонал мав аналізувати дані, що надходять з гідрофонів. Окремі набори детекторів встановлювалися на материкових схилах чи на вершинах підводних гір, в місцях, куди акустичні коливання потрапляють без перешкод з великої відстані. Чутливість детекторів в комбінації з їх вдалим розташуванням дозволяла реєструвати акустичні сигнали потужністю менше вату на відстані декількох сотень кілометрів. Станції стеження системи SOSUS, відомі як NAVFAC, існували на східному та західному узбережжях США, в Кефлавіку в Ісландії, на островах Антигуа, Барбадос, Пуерто-Рико, Гран-Теркс, а також в Броді (Уельс, Велика Британія) і Арджентії (Ньюфаундленд, Канада).

## Історія
Розробку системи почав Комітет з підводної війни (Committee for Undersea Warfare), створений командуванням американського флоту в 1949 році, коли головною силою підводної війни були дизельні субмарини. Комітет дійшов висновку, що зручним рішенням буде використання детекторів низькочастотних звукових коливань, які спроможні зареєструвати шуми двигунів субмарин на відстані сотень кілометрів. Кожна станція прослухування мала бути оснащена великою кількістю таких детекторів, що мало надати можливість визначати місцезнаходження субмарини шляхом тріангуляції. Комітет виділив щорічний бюджет в 10 млн доларів на розробку такої системи.

### «Проєкт Хартвелл»
В 1950 році комітет почав спонсорувати «Проєкт Хартвелл» в Массачусетському Технологічному інституті, який був названий по імені його голови, доктора П.П. Хартвела, професора Університету Пенсильванії. В листопаді того же року будівництво демонстраційної системи було доручено компанії «Вестерн Електрик», і перши шість елементів системи було змонтовано на багамському острові Елеутерія. Тим часом «Проєкт Джезебел» в «Белл Лабораторіз» і «Проєкт Майкл» в Колумбійському університеті концентрували зусилля на вивченні океанської акустики.
Проєкти розвивалися успішно, і в 1952 році було прийняте секретне рішення про початок розгортання шести станцій прослухування в басейні північної Атлантики; саме в цьому рішенні була вперше згадана назва SOSUS. Пізніше в тому ж році кількість станцій була збільшена до дев’яти, і кораблі флоту США разом з Королівським Флотом Великої Британії почали прокладати кабельне забезпечення по дну Атлантики. В 1953 році співпрацівники «Проєкту Джезебел» розробили допоміжну високочастотну систему для детектування кораблів, що проходять над станцією стеження; цю систему передбачалося встановлювати у вузьких протоках і проходах.

### Експлуатація системи
В 1961 році система SOSUS простежила американську ракетну субмарину «Джордж Вашингтон» протягом усього її плавання з США до Великої Британії. Наступного року системою була вперше зареєстрована радянська дизельна субмарина. Пізніше того же року тестова система, встановлена на Багамах, виявилася спроможною виявити і простежити радянську субмарину класу «Фокстрот» під час Карибської кризи. Система SOSUS зазнала численних модернізацій по мірі того, як поліпшувалася якість і безшумність радянських субмарин.
Протягом 1970-х і 1980-х років кількість станцій стеження поступово скорочувалася з поліпшенням методів обробки і аналізу даних. Однак підводне обладнання системи дозволяло лише обмежену модернізацію на нерегулярній основі, тоді як флот почав цікавитися мобільними системами, які дозволяли б швидке розгортання на можливому театрі воєнних дій. По закінченні холодної війни наприкінці 1980-х років, коли потреба в системі значно знизилася, вона була визнана застарілою. Більшість її сенсорів була відключена, хоча деякі елементи системи, особливо в Тихому океані, використовуються в численних наукових проєктах для вивчення вокалізації китів і шляхів їх міграції. Система SOSUS була офіційно розсекречена в 1991 році, хоча вже задовго до цього вона перебувала в стані секрету полішинеля. Широка публіка вперше довідалася про існування цієї системи з книги Тома Кленсі «Полювання за «Червоним Жовтнем», яка була видана в 1984 році і в якій функції системи були описані досить детально.